# ふくだあかり
ふくだ あかり（1981年12月25日 - ）は、日本のタレント、女性アングラー。
茨城県出身。

## 来歴・人物
釣り好きの父の影響で幼い頃釣りに親しむも、その後は釣りのことなどキレイに忘れ、上京してOL生活に入る。26歳となった2007年末、再び釣りに目覚め、ブログ「百目」～ヒャクモク～を開始。
釣り業界では異例のアクセス数を誇り、現在は、釣りに関するテレビ番組や雑誌を中心に活躍している。

## 主な活動

### テレビ
- 近未来予報ツギクル（フジテレビ）
- 釣り・ロマンを求めて（テレビ東京）
- うぇぶたま3（テレビ東京）
- 未来シアター
- フィッシング倶楽部（テレ玉）
- ニッポンを釣りたい!（フジテレビ系）
- 瀬戸内釣り物語（中国放送）
- SmaSTATION!!（テレビ朝日）

### ラジオ
- ゴー傑P（毎日放送）
- 生島淳のアクティブスタイル（TBSラジオ）
- クロノス（TOKYO FM）
- SORA×NIWA
- J-WAVE（HELLO WORLD）
- TOKYO FM GREEN ERHH Redio
- ハートラック　釣り糸倶楽部（ベイエフエム）
- MORNING STEPS（FMヨコハマ）

### 雑誌
- Popteen（角川春樹事務所）
- 週刊プレイボーイ（集英社）
- DIME（小学館）
- 週刊アサヒ芸能（徳間書店）
- EX大衆（双葉社）
- アングリングファン（コスミック出版）
- SALT WORLD（枻出版社）

### 新聞
- スポーツニッポン　釣り姫見参！！
- スポーツニッポン　管理釣り場
- スポーツニッポン　ふくだあかりの竿頭になりたい！！

### 書籍
- ふくだあかりの海釣りは楽しい（大泉書店）
- 釣りガール　スタイル＆レシピ　（講談社）